# Argentina ai XX Giochi olimpici invernali
L'Argentina ha partecipato ai XX Giochi olimpici invernali di Torino, che si sono svolti dal 10 al 26 febbraio 2006, con una delegazione di 9 atleti.

## Biathlon
| Gara                        | Atleta             | Risultati | Risultati | Risultati   |
| Gara                        | Atleta             | Tempo     | Penalità  | Piazzamento |
| --------------------------- | ------------------ | --------- | --------- | ----------- |
| Sprint individuale maschile | Sebastián Beltrame | 33'32"4   | 5         | 86          |

## Freestyle
| Gara           | Atleta      | Qualificazioni | Qualificazioni | Finale          | Finale          |
| Gara           | Atleta      | Punti          | Posizione      | Punti           | Posizione       |
| -------------- | ----------- | -------------- | -------------- | --------------- | --------------- |
| Salti maschile | Clyde Getty | 79,88          | 28             | non qualificato | non qualificato |

## Sci alpino
| Gara      | Atleta                         | 1° manche  | 2° manche   | Tempo totale | Posizione |
| --------- | ------------------------------ | ---------- | ----------- | ------------ | --------- |
| Slalom    | Cristian Javier Simari Birkner | non finito |             |              |           |
| Gigante   | Fagundo Aguirre                | non finito |             |              |           |
| Gigante   | Cristian Javier Simari Birkner | 1'22"37    | 1'20"19     | 2'42"56      | 23        |
| Combinata | Cristian Javier Simari Birkner | 1'43"93    | 45"89 46"42 | 3'16"54      | 23        |

| Gara      | Atleta                     | 1° manche    | 2° manche | Tempo totale | Posizione |
| --------- | -------------------------- | ------------ | --------- | ------------ | --------- |
| Slalom    | Macarena Simari Birkner    | 45"90        | 51"17     | 1'37"07      | 31        |
| Slalom    | María Belén Simari Birkner | 45"36        | 51"26     | 1'37"61      | 37        |
| Gigante   | Macarena Simari Birkner    | 1'05"81      | 1'13"62   | 2'19"43      | 31        |
| Gigante   | María Belén Simari Birkner | non finito   |           |              |           |
| Super-g   | Macarena Simari Birkner    | non finito   |           |              |           |
| Super-g   | María Belén Simari Birkner | 1'38"02      | 1'38"02   | 1'38"02      | 47        |
| Discesa   | Miriam Vazquez             | 2'07"42      | 2'07"42   | 2'07"42      | 39        |
| Combinata | Macarena Simari Birkner    | 40"99 45"95  | 1'35"72   | 3'02"66      | 26        |
| Combinata | María Belén Simari Birkner | 41"559 47"08 | 1'36"72   | 3'05"35      | 29        |
| Combinata | Miriam Vazquez             | non finito   |           |              |           |

## Sci di fondo
| Gara                   | Atleta         | Tempo d'arrivo | Posizione |
| ---------------------- | -------------- | -------------- | --------- |
| 15 km tecnica classica | Martin Bianchi | 49'08"0        | 86        |

## Slittino
| Gara              | Atleta           | 1° manche | 2° manche | 3° manche | 4° manche | Tempo totale | Posizione |
| ----------------- | ---------------- | --------- | --------- | --------- | --------- | ------------ | --------- |
| Singolo femminile | Michelle Despain | 50"062    | 54"061    | 50"120    | 52"898    | 3'27"141     | 24        |